# Мушковайское (сельское поселение)
Мушковайское — упразднённое муниципальное образование со статусом сельского поселения в составе Увинского района Удмуртии.
Административный центр — село Мушковай.
Образовано в 2005 году в результате реформы местного самоуправления.
Законом Удмуртской Республики от 17.05.2021 № 48-РЗ к 30 мая 2021 года упразднено в связи с преобразованием муниципального района в муниципальный округ.

## Географические данные
Находится на востоке района, граничит: 
- на севере с Чеканским и Удугучинским сельскими поселениями
- на западе с Новомултанским и Поршур-Туклинским сельскими поселениями
- на юге с Каркалайским и Кыйлудским сельскими поселениями
- на востоке с Завьяловским и Якшур-Бодьинским районами

По границам поселения протекают реки Нылга и её приток Мушковай.

## Население
| 2010 | 2012 | 2013 | 2014 | 2015 | 2016 | 2017 |
| ---- | ---- | ---- | ---- | ---- | ---- | ---- |
| 801  | ↘778 | ↘744 | ↘712 | ↘684 | ↘657 | ↗661 |
| 2018 | 2019 | 2020 |      |      |      |      |
| ↘636 | ↘623 | ↘602 |      |      |      |      |

## Населенные пункты
| Название      | Тип населённого пункта       | Население 2007 год | Почтовый индекс | ОКАТО       |
| ------------- | ---------------------------- | ------------------ | --------------- | ----------- |
| Мушковай      | Село, административный центр | 348                | 427231          | 94244835001 |
| Областная     | Село                         | 395                | 427235          | 94244840001 |
| Динтем-Вамья  | Деревня                      | 23                 | 427257          | 94244840002 |
| Итчи-Вамья    | Деревня                      | 7                  | 427231          | 94244835004 |
| Пужмесь-Тукля | Деревня                      | 129                | 427231          | 94244835003 |

## Экономика
- СПК «Победа»

## Объекты социальной сферы
- МОУ «Мушковайская средняя общеобразовательная школа»
- МОУ «Областновская основная общеобразовательная школа»
- МДОУ «Мушковайский детский сад»
- МДОУ «Областновский детский сад»
- 2 библиотеки
- 3 фельдшерско-акушерских пункта
- 2 клуба